# Eligmodontus kanghianus kanghianus
Eligmodontus kanghianus kanghianus es una subespecie de coleóptero de la familia Lucanidae.

## Distribución geográfica
Habita en Vietnam.